# Earle Clements
Earle Chester Clements (Morganfield, 22 de outubro de 1896 - 12 de março de 1985) foi um político norte-americano e governador de Kentucky no período de 1947 a 1950. Ele também representou esse estado no Senado e na Câmara dos Representantes no Congresso dos Estados Unidos. Atuou como oficial do Exército dos Estados Unidos na Primeira Guerra Mundial.

## Carreira
Depois de seguir seu pai na política local de seu condado natal, Clements concordou em presidir a campanha para governador de Thomas Rhea em 1935. Já comprometido com Rhea, ele recusou uma oferta de Happy Chandler para presidir sua campanha, iniciando a cisão entre os dois homens. Clements foi para o Senado de Kentucky em 1941. Em 1944, ele foi escolhido como líder democrata do Senado e fez campanha com sucesso por um orçamento maior do que o proposto pelo governador republicano Simeon Willis. Sua posição contra Willis o tornou popular no Partido Democrata, e ele cumpriu dois mandatos na Câmara dos Representantes dos Estados Unidos de 1944 a 1948.
Em 1947, Clements sucedeu Willis como governador, derrotando Harry Lee Waterfield, o candidato preferido de Chandler, nas primárias democratas. Como governador, Clements aumentou os impostos e usou a receita para aumentar o financiamento do sistema de parques estaduais e construir e manter mais estradas. Ele também alcançou avanços na educação, incluindo algum progresso em direção à dessegregação. Em 1950, Clements foi eleito para o Senado dos Estados Unidos. Ele renunciou ao cargo de governador para aceitar sua cadeira no Senado. Enquanto estava no Senado, ele atuou como líder do partido democrata sob o comando de Lyndon Johnson e como diretor executivo do Comitê de Reeleição Democrática do Senado de 1957 a 1959. Ele foi derrotado por Thruston Morton em sua candidatura à reeleição em 1956; a falta de apoio de Chandler (então cumprindo seu segundo mandato como governador) contribuiu para a derrota de Clements. Por insistência de Johnson, Clements voltou a presidir o Comitê de Reeleição Democrática do Senado em 1957 e 1959.

Clements apoiou Bert T. Combs para governador contra Chandler em 1955, e o fez novamente contra Harry Lee Waterfield em 1959. Combs derrotou Waterfield e recompensou Clements nomeando-o comissário de rodovias estaduais. Em 1961, Clements e Combs se separaram por causa de um acordo proposto para alugar caminhões basculantes de uma concessionária de carros de Louisville. Jornais estaduais acusaram o negócio de uma vingança para o traficante, um apoiador de Combs. Quando Combs cancelou o acordo, Clements interpretou isso como uma repreensão pública e logo depois renunciou para trabalhar na campanha presidencial de seu amigo, Lyndon Johnson. Após sua separação com Combs, Clements aliou-se à facção de Chandler, opondo-se ao vice-governador de Combs, Wilson Wyatt em sua tentativa de derrubar o senador Thruston Morton. A influência de Clements diminuiu rapidamente após a separação com Combs e, na corrida para governador de 1963, ele não conseguiu entregar seu condado natal para Chandler nas primárias contra Edward T. Breathitt. Clements morreu em sua cidade natal, Morganfield, Kentucky, em 12 de março de 1985.